# 阪神タイガース Women
阪神タイガース Women（はんしんタイガース ウィメン、英: Hanshin Tigers Women）は、阪神タイガースが運営する女子硬式野球のアマチュアクラブチーム (2025年から球団機構の野球振興室に所属)。全日本女子野球連盟及び全日本女子硬式クラブ野球連盟とラッキーリーグ（関西女子硬式野球連盟）に加盟。所在地は兵庫県西宮市。
監督は木戸克彦（第3代）、主将は正代絢子（第2代）。
日本野球機構（NPB）加盟のプロ球団が所有・運営する女子野球チームとしては1例目（公認チームとしては2例目）。チームの運営目的などは以下に記述している。

## 概要
埼玉西武ライオンズの公認（運営は別法人）によって2020年1月に誕生した埼玉西武ライオンズ・レディースに次ぐ2例目（NPB球団運営チームとしては1例目）として、2021年1月に創設。
会場費やユニフォーム、ボールなどの用具などについては球団の支援を受けて活動する。ただし、球団は選手との間で所属契約は交わすものの契約金など選手個人に対する金銭的支援は一切行わない（プロ契約ではない）クラブチームとしての運営であるため、所属選手はチームでの活動と並行して、球団内外での就業・学業等に従事する形となる。なお一部の選手・スタッフは、阪神電鉄の関連会社や、球団職員、野球振興室の「タイガースアカデミー ベースボールスクール」のコーチを務めている。
活動期間はおおむね2月から11月で、タイガースの本拠地球場・阪神甲子園球場併設の室内練習場や2軍本拠地の日鉄鋼板SGLスタジアム尼崎など周辺で週3 - 4回程度の個別練習・毎週末の全体練習や試合を実施。全日本女子野球連盟及び全日本女子硬式クラブ野球連盟、関西女子硬式野球連盟に登録して活動している。
運営母体であるタイガースにて永久欠番となっている背番号（10、11、23）については着用を可能としており、2023年現在全ての番号が着用されている（下記参照）。なお、将来的に女子独自の永久欠番が制定されるかは未定。
主な出場大会
※括弧内は優勝年度
- 関西女子硬式野球選手権ラッキートーナメント大会（2021）
- 関西女子硬式野球リーグ ラッキーリーグ（2021、2024）
- 全日本女子硬式野球選手権大会（2023）
- 全日本女子硬式クラブ野球選手権大会（2022）

その他、ローカル大会などにも出場することがある。
選抜選手の主な出場大会
- 東西選抜対抗交流戦
- 侍ジャパン女子代表が出場する国際大会
  - 女子野球アジアカップ
  - WBSC女子野球ワールドカップ

## 歴史

### 発足までの経緯
日本国内においては、日本女子プロ野球機構（JWBL）が発足した2009年以降、女子硬式野球の競技人口が急激に増加しており、それに伴って女子硬式野球部を有する高校も増えたが、大学にはその流れが波及するには至っていなかった。（リーグおよび全チームが実質、運営会社1社の独占状態もあり）会社側からの一方的な圧力や労働環境の悪化、長年の経営不振により急な契約形態の変更を行うなど選手らとの軋轢があり、選手の大半が退団した結果、「女子野球人口を増加させる目標を達成し役割を終えた」として2021年を最後に無期限休止・事実上のリーグ消滅。女子選手が野球を続けるための受け皿不足が課題となった。
特に、ヴィーナスリーグを中心に女子野球が比較的盛んである関東と比べ、関西は女子のクラブチームなどが少なかった。全日本女子野球連盟からの要請をきっかけに、「TORACOプロジェクト」などかねてから女性と野球の接点を増やそうと活動し、また関西女子硬式野球リーグへの後援を行ってきた阪神でも女子硬式クラブチームの創設を決定するに至った。
チーム創設・活動の目的
「女子選手が活躍できる機会の提供・目標作り」「女子選手が幼稚園・小学校訪問やアカデミーのコーチとして子供たちに接することで女子も含めて野球振興を行い、人口減少歯止めを目指す」「女性の野球ファンの増加や定着」などを目的としている。
野球振興など
リーグ戦後の野球教室や、シーズンオフ期間中にはタイガースの監督、コーチ、選手らと共に野球教室開催、小学校訪問なども行っていた。また、2022年から数名の女子選手が沖縄県で野球教室を開催している（沖縄女子野球アカデミー）。

### 2020年
- 10月17日：チーム新設を発表、入団セレクションの開催要項を公表[2]。
- 12月3日：チーム名「阪神タイガース Women」、タイガースOB・野原祐也の監督就任を発表[20]。
- 12月13日：第1回入団セレクション合格者（創設メンバー）17名を発表[21]。

### 2021年
- 1月20日：入団会見を開催。背番号発表、ユニフォームお披露目[22]。
- 2月11日：鳴尾浜球場にて初の全体練習、チームとしての活動開始[23]。
- 3月29日：JWBL京都フローラ・村松珠希の追加入団を発表[24][25]。
- 4月6 - 8日：セントラル・リーグ公式戦阪神対読売ジャイアンツ三連戦（甲子園）を「阪神タイガース Women デビューシリーズ」として開催[26]、各試合において植村美奈子[27]、水流麻夏[28]、坂東瑞紀がそれぞれ始球式に登板した[29]。
- 4月10日：チーム発足後初の対外試合として、大阪体育大学硬式野球部女子との練習試合を実施（3対2で勝利）[30]。
- 6月5 - 27日：第12回ラッキートーナメントに出場、初出場初優勝を果たした[31][32]。
- 6月20日：第17回全日本選手権・関西予選に出場、淡路BRAVE OCEANS戦に勝利し本戦出場決定[31]。
- 6月28日：第2回入団セレクションの開催要項を公表[33]。
- 7月18日：第16回クラブ選手権・関西予選に出場、SEIBI GLITTERS戦に勝利し本戦出場決定[34]。
- 8月8 - 11日：第17回全日本選手権に出場、ベスト8入りを果たした[35][36]。
- 9月26日 - 11月6日：ラッキーリーグに参加、初参加で初優勝を果たした[37][38]。
- 10月9日：第16回クラブ選手権に出場、埼玉西武ライオンズ・レディースに敗れ初戦敗退[39]。
- 12月5日：第2回東西選抜対抗交流戦に出場する関西選抜チームに、野原監督、三浦伊織、植村、水流、坂東が選出。
- 12月28日：第2回入団セレクション合格者2名を発表[40]。

### 2022年
- 1月20日：タイガースOB・鶴直人の投手コーチ就任を発表[41]。
- 3月17日：エイジェック・森若菜の入団を発表[42]。
- 5月22日 - 6月18日：第13回ラッキートーナメントに出場、準々決勝で敗退[43]。
- 5月30日：第3回入団セレクションの開催要項を公表[44]。
- 7月9日：チーム発足後初めて甲子園球場にて練習試合を開催。ZENKO BEAMS、エイジェックとそれぞれ1試合ずつ試合を行った[45]。
- 8月26 - 30日：第17回クラブ選手権に出場し、初の全国大会優勝[46]。前田桜茄が大会MVPに選出された[47]。29日の準々決勝では先発の石村奈々が完全試合を達成[48]。
- 9月3日 - 10月29日：ラッキーリーグに参加、第3位入賞。
- 10月9  - 11日：第18回全日本選手権に出場、ベスト4入り。
- 12月3・4日：第3回東西選抜対抗交流戦に出場する関西選抜チームに、水流、坂東、石村、森、三浦、前田桜、中江映利加、浅野桜子、前田葵、田口真奈が選出。
- 12月26日：上本博紀新監督、岩本輝新コーチ（ともにタイガースOB）の就任及び第3回入団セレクション合格者7名を発表[49]。

### 2023年
- 4月10日：第3回 女子野球アジアカップに出場する日本代表チームに、水流、坂東、三浦、中江が選出された[50]。
- 5月15日：第4回入団セレクションの開催要項を公表[51]。
- 6月17 - 24日：第14回ラッキートーナメントに出場、準決勝で敗退。
- 7月22・29日：甲子園球場および東京ドームにて、読売ジャイアンツ女子チームとの交流試合を開催（初の有料試合、22日は3,431人、29日は5,116人を動員）。23日の非公開試合を含めた3試合で2敗1分[52][53]。
- 8月11 - 15日：第18回クラブ選手権に出場、準決勝で巨人に敗れベスト4[54]。
- 8月15日：第9回WBSC女子ワールドカップ グループラウンドに出場する日本代表チームに、水流、坂東、三浦、中江が選出された（水流は故障により出場辞退）[55][56]。
- 9月11日：佐伯絵美の入団を発表[57]。
- 10月7 - 11日：第19回全日本選手権に出場し、初優勝[58][59]。同大会初のNPB傘下チームによる優勝となった。前年のクラブ選手権優勝に続く全国制覇で、2大会での優勝もNPB傘下チームでは初。森が大会MVPに選出された[59]。11日の決勝戦では西武とのNPB傘下チーム対決を制した。
- 10月25日：上本監督のタイガースコーチ就任が発表され、同28日の練習試合が最後の指揮となった[60][61][62][63]。
- 12月19日：コーチ・選手の退団者を公表[64]。（コーチ：岩本、選手(5名)：石村、坂東、半田、東尾、弓埜）
- 12月20日：新監督と入団者を公表（監督：木戸、コーチ：池山、マネ：古宮、選手(4名)：竹内、高橋、三村、樫谷）[65]。

### 2024年
- 4月26日：7月に開催予定の2024 WBSC女子野球ワールドカップ ファイナルステージに出場する日本代表に、森、三浦の2名が選出された[66]。
- 5月2日：オーストラリア女子野球ショーケースに中江が選出された（Victoria Acesに派遣）[67]。
- 6月29日：甲子園球場・巨人戦有料試合を開催し、正代が複数安打で出塁するも繋げず0-7で1敗となった（3,165人）[68][69]。流れを持っていかれた時に弱い、なかなか打てず指導不足と監督は取材に答えた[70]。
- 7月6日：5月からリーグ戦と並行して開催されたラッキートーナメント（エキスパート1部・アクティブの部）は2勝1敗・3位で終えた。
- 7月13日：東京ドーム・巨人戦有料試合は、2点先制するも逆転されて2-4 計2敗で終えた（6,000人）[71]。木戸監督は試合前に、プレッシャーになるから勝つことばかり言い過ぎないようにしていると答え、終了後には、今度こそ勝ちたかったので悔しいが 積極的にバットを振るなど出来ることはできた、巨人戦の度に課題をもらうが(両球団で女子野球振興活動の中で、対戦相手として)こちらも強くならないと巨人に失礼、より強くなれるように練習したいと取材に答えた[72]。
- 7月22日：正隨優弥が8月1日付で入団すると発表（コーチ、背番号は99）[73]。
- 8月のクラブ選手権をベスト8 (対エイジェック)、10月の全日本選手権を2回戦 (対神戸弘陵高)で終えた。
- 10月26日に最終戦を迎える1部リーグで(他チームの試合消化数により)2度目の優勝が決定した。
- 10月22日：今季の退団および引退選手の11名と、最終試合をリーグ最終戦とすることを公表。引退（[投]森若菜、[内]浅野桜子、田口真奈、[外]三浦伊織、田中亜里沙、前田桜茄）、退団（[投]前田祐里、[捕]中江映利加、高橋結央、[内]藤本莉央、蜜浦さくら）[74]
- 10月26日：公式戦最終試合および退団セレモニーを行った[75]。
- 11月7日：25年1月からの球団部門変更につき、事業本部振興部から新たに独立させた部門「野球振興室」(室長:嶌村聡球団本部長)を設置し[76]、Womenも対象に含め野球指導や振興活動を行うと発表された[77][78]。
- 11月9 - 10日：滋賀県で開催予定の第5回東西ALL STAR GAMEに三浦、森が選出された[79]。
- 11月24日：2024年度感謝の集い (スポンサーへの活動報告など)を開催[80]。
- 11月29日：今月退団1名([投]佐伯)と、来季新入団内定9名を発表。(新入団：[投]右田愛、坂井歩夢、伊藤まこと、[捕]田垣朔來羽、[内]星川あかり、原田京佳、[外]白石美優、山下来々杏、[投・内]西本夢生 ※各背番号順)[81][82]
- 12月14日：リーグ表彰式・個人賞授与式 (最優秀防御率賞：植村美奈子、首位打者賞：安藤蓮姫)[83]
- 12月23日：25年1月1日付で原田清一コーチ兼マネジャーの球団内異動による退任が発表された[84]。

## 所属選手・スタッフ
2025年の選手・コーチ。◎は創設メンバー。

### ロースター
| 阪神タイガース Women ロースター 2025 | 阪神タイガース Women ロースター 2025 | 阪神タイガース Women ロースター 2025 | 阪神タイガース Women ロースター 2025 | 阪神タイガース Women ロースター 2025 |
| --- | ------------------------------------ | --- | ------------------------------------ | --- |
| 選手 | 選手                                 | 選手 | 選手                                 | スタッフ |
| 投手 - 05 竹内くらら - 11 右田愛 - 14 坂井歩夢 - 16 水流麻夏 ◎ - 18 伊藤まこと - 19 植村美奈子 ◎ - 37 樫谷そら 捕手 - 04 安藤蓮姫 - 29 田垣朔來羽 |                                      | 内野手 - 02 前田葵 - 06 星川あかり - 12 正代絢子 - 21 原田京佳 - 22 西本夢生 - 31 高橋愛 - 36 三村歩生 外野手 - 01 白石美優 - 08 日野口加奈 - 09 山下来々杏 |                                      | 統括・監督 - 70 木戸克彦 コーチ - 42 池山あゆ美 - 99 正隨優弥 トレーナー - 神内伸晃 - 棚原勝平 マネジャー - 古宮帆乃香 スタッフ - 井上陽翔 |

### スタッフ
2024年10月時点　※年別1月1日付および4月1日付異動報道のあった者(不明・非公表の項目については未記入とする。)（大会登録情報）
| 大会登録   | 名前     | 球団役職                                                               | 担当開始 | 備考        |
| ---------- | -------- | ---------------------------------------------------------------------- | -------- | ----------- |
| 代表       | 西山剛   | 取締役 事業本部分担 事業本部長(委嘱)兼事業本部営業部長(興行担当)(委嘱) | ′24      |             |
| 副代表     | 永井康晴 | 事業本部振興部長                                                       |          | Mgr.→副代表 |
|            | 名前     | 役職                                                                   | 担当開始 | 備考        |
| トレーナー | 神内伸晃 | 明治東洋医学院専門学校 専任教員                                        | −        |             |
| トレーナー | 棚原勝平 | 明治東洋医学院専門学校 専任教員                                        | −        |             |

## デザイン

### ユニフォーム
着用するユニフォームは、タイガースが2018-2021年に使用していたホームユニフォームに準じたデザイン。胸番号がない、左胸部にミズノのメーカーロゴが配される、独自のスポンサー広告が掲出されるなどの違いがある。
また、独自にセカンドユニフォームおよびサードユニフォームを着用。セカンドユニフォームはメインユニフォームと共通の基本デザインで、黒地に白縦縞のシャツ＋白パンツのツートンスタイル（ロゴ・文字は白字＋黄縁）。

一方、2023年7月末から使用されているSSK製のサードユニフォームは、白無地の上下に左胸HTマーク（文字は黒字＋黄縁）、帽子は白を基調にツバとHTマークは黒、ストッキングに黄色の2本ライン、背番号フォントに「Optima」体が使用されるなどの特徴がある。なお、いずれもロゴやラインなどは昇華プリント仕様。

### ロゴ・マーク
ピンク字の「Tigers」ロゴに、赤色の丸文字「Women」が組み合わさったロゴデザイン。
丸虎マークを、ラッキーやピンク色を基調としたものにアレンジしたペットマークを使用。

## スポンサー
2025年5月時点（五十音順、ユニフォーム掲出スポンサーは頭部からの順で記載。）
| 企業・団体名           | 広告掲出位置                          | 締結                   | 球団スポンサー                          | 備考                     |
| オフィシャルスポンサー | オフィシャルスポンサー                | オフィシャルスポンサー | オフィシャルスポンサー                  | オフィシャルスポンサー   |
| ---------------------- | ------------------------------------- | ---------------------- | --------------------------------------- | ------------------------ |
| 上新電機               | ユニフォームシャツ左袖                | 2021                   | 球団オフィシャルスポンサー              |                          |
| ユニフォームスポンサー |                                       |                        |                                         |                          |
| アサヒ飲料             | 帽子左側頭部                          | 2021                   | アサヒビール:球団オフィシャルスポンサー | 掲出ロゴはウィルキンソン |
| 山九                   | 帽子・ヘルメット左側頭部・ シャツ右胸 | 2021                   | 球場オフィシャルスポンサー              |                          |
| エントリー             |                                       | 2021                   | 球団ブロンズパートナー                  |                          |
| マルヨシ物産           | パンツ右前腰(上)                      | 2022                   |                                         |                          |
| グンゼ                 | パンツ右前腰(下)                      | 2023                   |                                         |                          |
| auじぶん銀行           | パンツ左前腰(下)                      | 2021                   | 球団オフィシャルスポンサー              | [ 98 ]                   |
| フジナガ               |                                       | 2025                   |                                         | [ 99 ]                   |
| NTTドコモ              |                                       | 2025                   |                                         |                          |

| 企業・団体名                  | 締結       | 備考                                                                            |            |
| パートナー                    | パートナー | パートナー                                                                      | パートナー |
| ----------------------------- | ---------- | ------------------------------------------------------------------------------- | ---------- |
| エイジェック                  | 2023       |                                                                                 |            |
| DTS                           | 2024       |                                                                                 |            |
| 日本郵便近畿支社              | 2021       | 球団サポートカンパニー                                                          |            |
| ヘルスケアサポーター          |            |                                                                                 |            |
| 英ウィメンズクリニック        | 2024       |                                                                                 |            |
| サポーター                    |            |                                                                                 |            |
| 尼崎ドライブスクール (アスモ) | 2024       |                                                                                 |            |
| アマネライフ                  | 2024       | [ 100 ]                                                                         |            |
| 淡路屋                        | 2021       |                                                                                 |            |
| 大阪小籏                      | 2023       |                                                                                 |            |
| スイデン                      | 2022       |                                                                                 |            |
| ゼンコーグループ              | 2021       | 選手サポート、ZENKO BEAMS運営会社として女子野球のノウハウ共有。関西支社で雇用。 |            |
| 日新工業                      | 2024       | [ 102 ]                                                                         |            |
| 阪急交通社                    | 2024       |                                                                                 |            |
| 阪急阪神不動産                | 2023       |                                                                                 |            |
| 三宅デザイン研究所            | 2025       |                                                                                 |            |
| 明治東洋医学院専門学校        | 2021       | トレーナー派遣など                                                              |            |